# واگون ویل (آریزونا)
واگون ویل (به انگلیسی: Wagon Wheel) یک منطقهٔ مسکونی در ایالات متحده آمریکا است که در شهرستان ناواهو، آریزونا واقع شده‌است. واگون ویل ۶٫۵۸ کیلومتر مربع مساحت و ۲٬۳۸۰ نفر جمعیت دارد.